# Alan Miller
Pour les articles homonymes, voir Alan Miller (homonymie) et Miller.
Alan Miller est un concepteur de jeux, cofondateur d'Activision et d'Accolade.

## Biographie
Miller est diplômé de l'université de Californie à Berkeley, avec la spécialité génie électrique en 1973.